# Фридрихс, Рудольф
Рудо́льф Фри́дрихс (нем. Rudolf Friedrichs; 9 марта 1892, Плауэн — 3 июня 1947, Дрезден) — немецкий политик, член СДПГ и СЕПГ, в 1946—1947 годах председатель правительства земли Саксония в Советской зоне оккупации Германии.

## Биография
Рудольф Фридрихс учился в народной школе в Плауэне и в гимназии в Дрездене, изучал юриспруденцию и общественные науки в Лейпцигском университете, который окончил в 1919 году, вернувшись с фронта. В 1922 году вступил в Социал-демократическую партию Германии и работал в министерстве внутренних дел. После прихода к власти национал-социалистов лишился работы и должностей и некоторое время находился под арестом. Позднее работал юрисконсультом в продовольственном магазине, оказывал поддержку нелегальным антифашистским группам.
По окончании войны был назначен обер-бургомистром разрушенного Дрездена, выступал за объединение СДПГ и КПГ. С июня 1946 года Фридрихс возглавлял земельное управление Саксонии, в октябре того же года был избран председателем правительства. Деятельность социал-демократа Фридрихса на этом посту с самого начала сопровождалась крупными конфликтами с его заместителем, коммунистом Куртом Фишером. После внезапной смерти Фридрихса возникли слухи о причастности к ней его заместителя, однако проведённое расследование не привело к однозначным выводам. Рудольфа Фридрихса похоронили на Лесном кладбище Вайсер-Хирш в Дрездене, в 1980 году останки Фридрихса были перезахоронены на Луговом кладбище. 